# Mannheimer Hofbibliothek

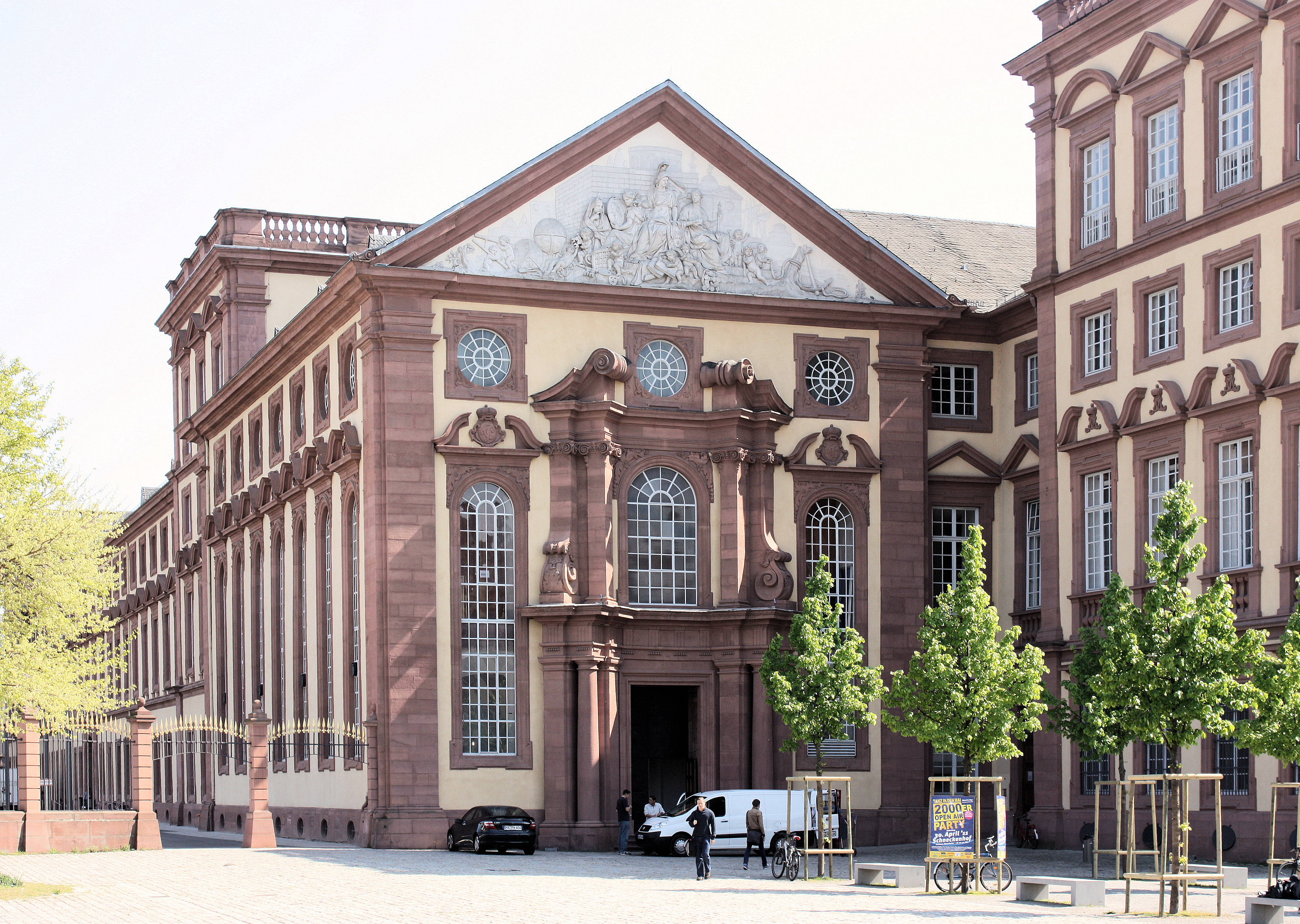
Außenansicht der ehemaligen Hofbibliothek

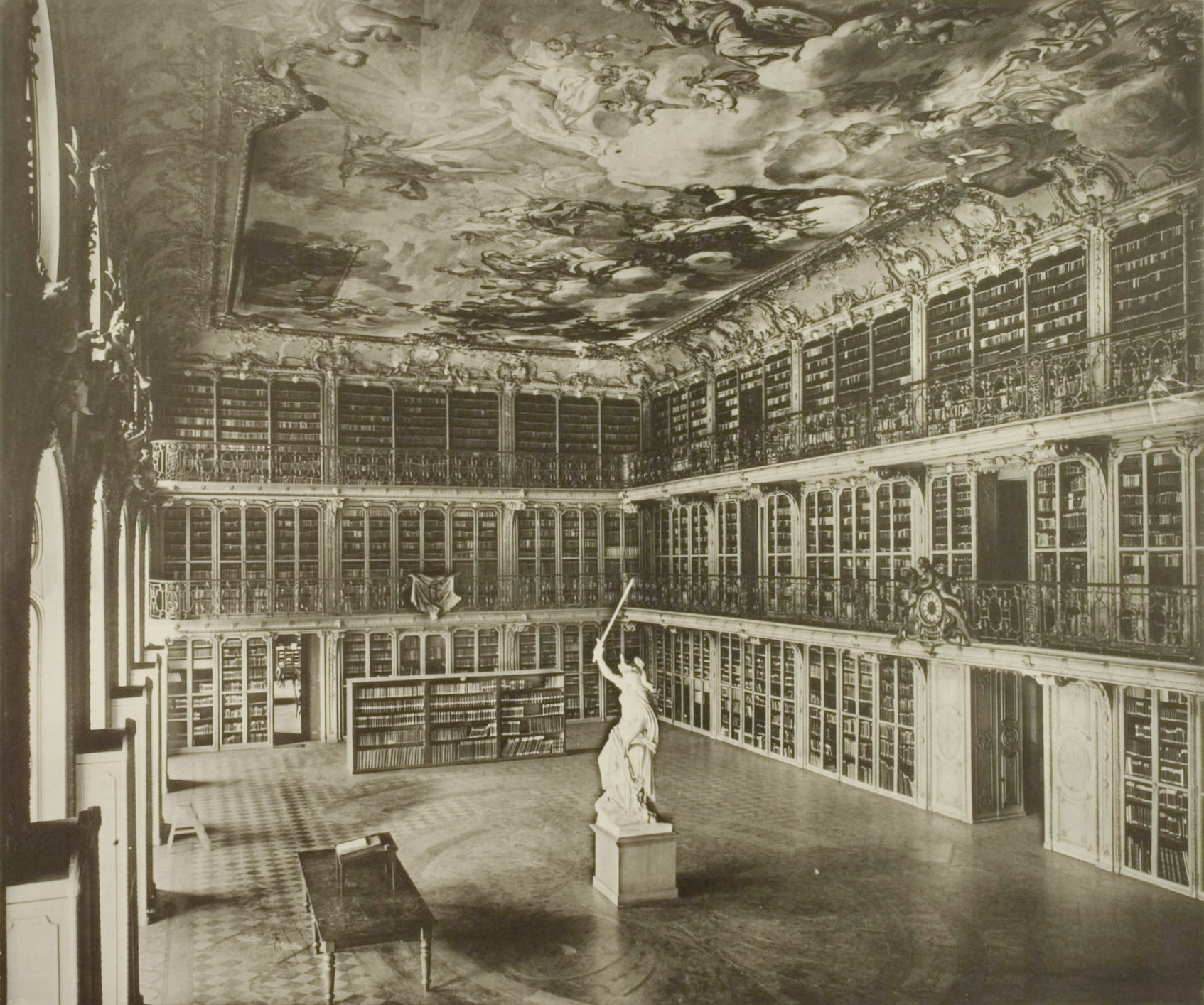
Innenansicht der ehemaligen Hofbibliothek

Die Mannheimer Hofbibliothek war die Kurpfälzische Hofbibliothek mit Sitz im Mannheimer Schloss und eine bedeutende deutsche Bibliothek des Zeitalters der Aufklärung mit umfangreichen Beständen. Sie wurde auch als Bibliotheca Palatina Mannheim bezeichnet. Die Bestände befinden sich heute zum größten Teil in der Bayerischen Staatsbibliothek, aber auch in den Universitätsbibliotheken Mannheim, Heidelberg und weiteren Bibliotheken in Baden-Württemberg.

## Geschichte
Nach dem Beispiel der Bibliotheca Palatina des Kurfürsten Ottheinrichs (1556–1559) verfolgte auch Carl Theodor (Kurfürst von 1742 bis 1799) das Ziel, eine umfassende wissenschaftliche Gebrauchsbibliothek mit einer Büchersammlung antiquarischer und musealer Literatur aufzubauen. Grundstock waren die ererbten Hausbibliotheken der Linien Pfalz-Neuburg und Pfalz-Sulzbach mit geschätzt 15.000 Bänden. Gesammelt wurden diese von Wolfgang Wilhelm und Philipp Wilhelm von Pfalz-Neuburg, dessen Schwiegertochter Anna Maria Luisa de’ Medici und Christian August von Pfalz-Sulzbach. Darin enthalten war die Bibliothek des zweibrückischen Kanzlers Ulrich Sitzinger und seiner Nachfahren.
1758 war das Bibliotheksgebäude im Ostflügel des Mannheimer Schlosses fertiggestellt, es wurde als Pendant zur Schlosskirche erbaut. Das Deckengemälde des künstlerisch reich ausgestatteten Büchersaals zeigte Die Entschleierung der Wahrheit durch die Zeit von Lambert Krahe. Das Giebelrelief nahm Bezug auf Wissenschaft und Künste. Zuständig für den Bau war der Hofarchitekt Nicolas de Pigage der gleichzeitig auch das Bibliothekskabinett im Schloss Mannheim der Kurfürstin Elisabeth Auguste von Pfalz-Sulzbach gestaltete.
Die Bibliothek wurde seit 1756 durch den auf Empfehlung Voltaires eingestellten Hofbibliothekar Nicolas Maillot de la Treille konsequent ausgebaut, dies geschah auch durch Ankäufe ganzer Bibliotheken. Dazu zählte die Privatbibliothek des katholischen Kontroverstheologen Johann Nikolaus Weislinger mit mehr als 5000 Drucken. Nach Auflösung der Jesuitenkollegien in Frankreich kamen seit 1765 Werke aus deren Bibliotheken, wie beispielsweise aus dem Molsheimer Kolleg nach Mannheim. Neun Jahre später folgten Bücher aus den aufgelösten deutschen Kollegien des Ordens, später auch die bedeutende Bibliothek des Mannheimer Barfüßerklosters. Seit 1763 war die Bibliothek auch für kurpfälzische und auswärtige Gelehrte dienstags, mittwochs und freitags geöffnet.

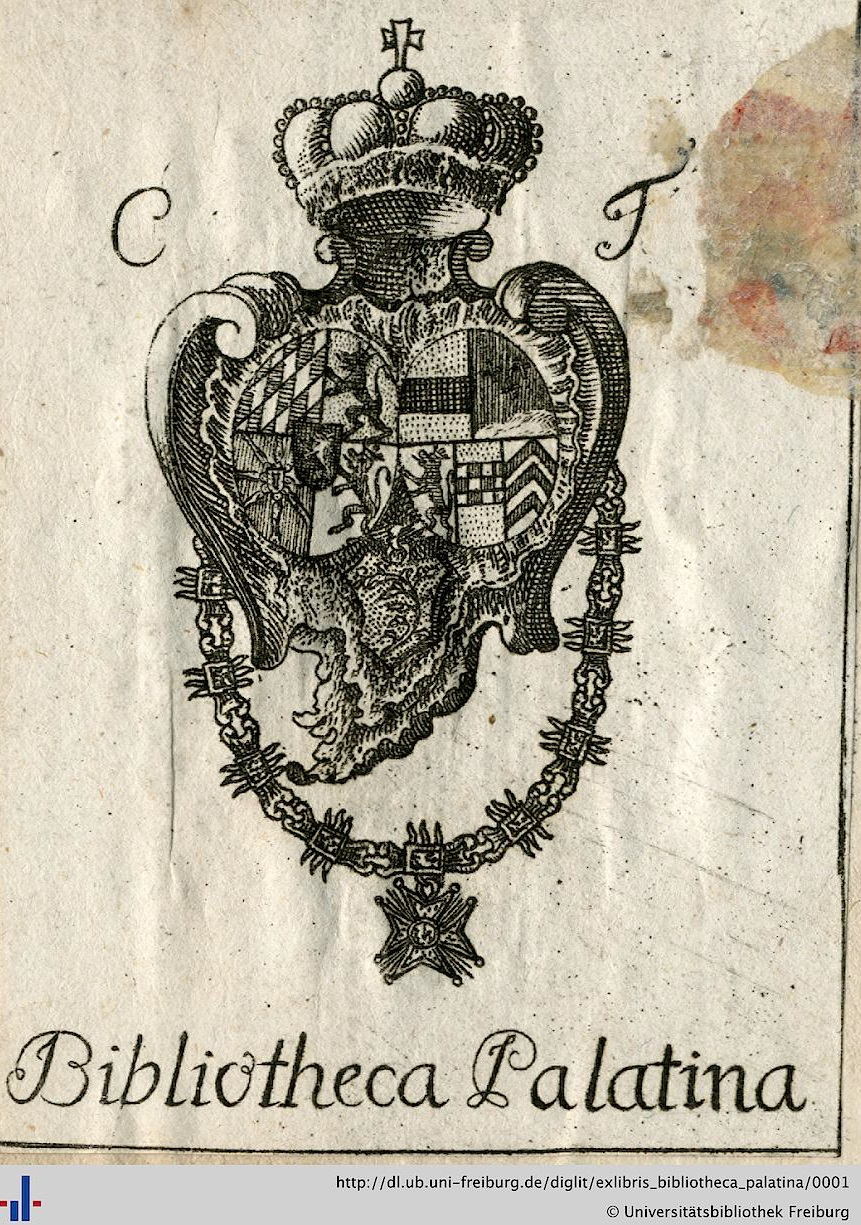
Exlibris der Bibliotheca Palatina in Mannheim

Etwa 600 Dubletten der Mannheimer Bibliothek gingen um 1760 an die Bibliothek der Universität Heidelberg. Die 1770 von Carl Theodor gegründete Kurfürstliche öffentliche Bibliotheque in der Residenzstadt Düsseldorf erhielt in den Anfangsjahren ebenfalls Dubletten aus Mannheim.
Bis 1776 war die Bibliothek auf 36.000 Werke angewachsen. Auch nach dem Weggang Carl Theodors nach München als Kurfürst von Pfalz-Baiern wurde der Bücherbestand weiter ausgebaut, jedoch sparte man an Einband und Buchschmuck. Für Zuwachs sorgten auch die Raubdrucke der kurpfälzischen Buchdrucker in Frankenthal und Mannheim, sowie die modernen Ausgaben lateinischer Klassiker der Societas Litterata von Anton Klein in Mannheim, die mit denen der „Editiones Bipontinae“ aus Zweibrücken im Wettbewerb standen.
1785 wurde Andreas Lamey Hofbibliothekar. Ein weiterer Hofbibliothekar war ab 1788 Karl Theodor von Traitteur. Bis 1799 soll die Hofbibliothek auf etwa 85.000 Bände angewachsen sein. 1791 wurde das Schloss als Residenz aufgelöst. Die Bibliothek wurde wegen der Revolutionskriege im Keller eingelagert und im Sommer 1803 nach München überführt. Dort kamen die Bestände in die Königliche Hof- und Centralbibliothek zu München (heute: Bayerische Staatsbibliothek). In Mannheim verblieb ein Restbestand von knapp 3000 Bänden, der sich heute in der Universitätsbibliothek im Mannheimer Schloss befindet.

### Zeitgenössisches Urteil
Für den bayerischen Hofbibliothekar Andreas Felix von Oefele galt die Mannheimer Büchersammlung bereits 1763 als Nachfolgerin der 1623 nach Rom gelangten Heidelberger Bibliotheca Palatina. Positiv und beeindruckt zeigten sich Philipp Wilhelm Gercken, Christian Friedrich Daniel Schubart und Sophie von La Roche, jedoch wurden wiederholt die Verluste durch den Dreißigjährigen Krieg bedauert. Schubart schrieb: Die Bibliothek hat ein sehr schönes äusserliches Ansehen. Gleich beim Eintritt figurirt das marmorne Brustbild Voltaers, als wär' er der Gott, der über alle Weisheit zu präsidieren verdiente. Die Buechersammlung besteht mehrenteils aus gedrukten, meist neuen Schriften, wenig Seltenheiten, noch weniger Manuskripten. Im historischen Fache ist sie, wie ich aus dem geschriebenen Verzeichnisse sah, ziemlich vollständig.

## Buchgestaltung

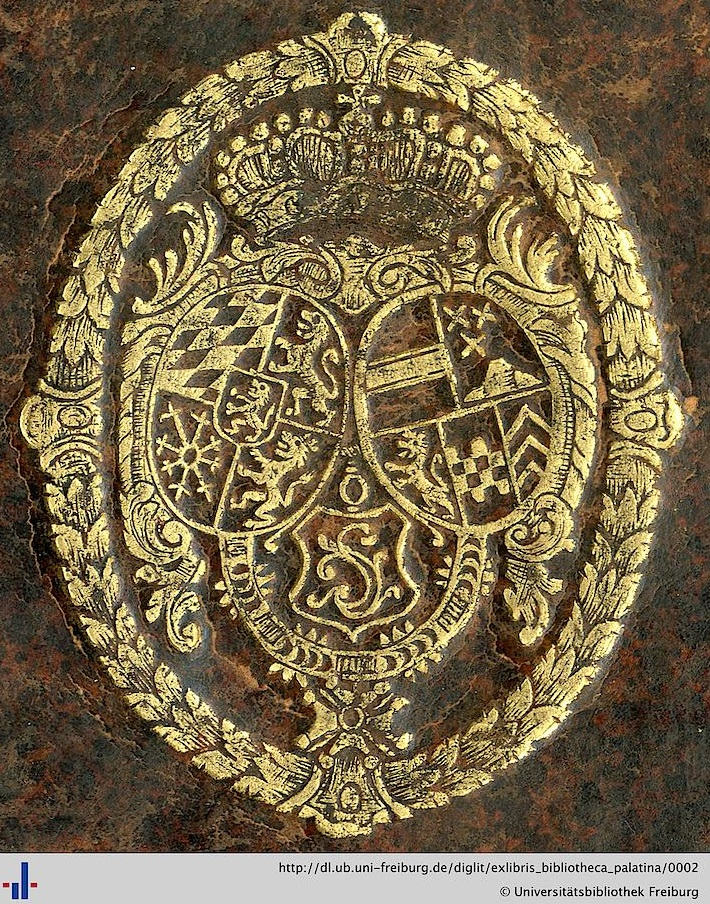
Wappensupralibros der Bibliothek

Die Werke der Hofbibliothek wurden meist neugebunden und mit Marmorpapieren, goldgeprägten Lederrücken oder Ganzledereinbänden ausgestattet. Diese erhielten Supralibros mit dem Wappen Carl Theodors, das den Bänden in Gold aufgeprägt wurde. Nach 1778 ist es das pfalz-bayerische Wappen. Seltener ist die Rückenbeschriftung mit dem Monogramm B.P. für Bibliotheca Palatina. Anstelle von Marmorpapieren findet auch bunt bedrucktes Papier mit Vogelmotiven im Vorsatz.
Nach 1779 werden die Vorsatzpapiere nüchterner und zur Revolutionszeit 1789 ist der Buchschmuck „noch mehr gebändigt“.

## Rara Mannheimer Herkunft
Ein Fragment einer 42-zeiligen Gutenberg-Bibel aus der Mannheimer Hofbibliothek befindet sich heute im Deutschen Buch- und Schriftmuseum in Leipzig.
Die Universitätsbibliothek Heidelberg besitzt aus der gleichen Provenienz Teile zweier Exemplare des Missale Augustanum von 1489, sowie ein Fragment des Missale Ratisbonense von 1485, gedruckt von Johann Sensenschmidt und Johannes Beckenhaub.